# 유선염
유선염(乳腺炎, Mastitis)는 유방에 생기는 염증이다. 주로 젖샘에서 생성된 젖이 잘 배출되지 않아 발생한다.

## 원인
모유 수유를 하는 여성에게 다음 요인들이 선행되면 생성된 모유가 원활하게 배출될 수 없다. 이러한 조건 하에서 유선염이 발생할 수 있다.
- 유두의 상처
- 자주 수유를 하지 않는 경우
- 수유를 넘긴 경우
- 부적절한 수유자세 또는 아기가 잘 빨지 못해 효과적으로 생성된 유즙을 비우지 못한 경우
- 수유 여성 또는 아기의 질환
- 과도한 유즙 생성
- 성급한 젖끊기
- 유방에 대한 외부압박 (속옷 또는 안전벨트 등)
- 유두의 유관개구부에 발생한 포진 또는 과립물질
- 엄마의 스트레스와 피로

## 증상
수유기 유선염은 38.5°C 이상의 발열, 오한, 전신통의 전신증상과 함께 유방의 한 부위에 통증이 생기고, 홍반과 붓기를 동반한다. 홍반, 붓기, 통증, 발열은 유관 또는 유선의 일부가 막히면 언제든 생길 수 있으나, 감염이 필수적으로 동반되는 것은 아니다..

## 진단
유선염은 주로 임상증상을 통해 임상적으로 진단하고, 이 때문에 검사실 검사 또는 진단 중재가 반드시 요구되는 것은 아니다. 그러나 다음과 같은 경우에는 반드시 모유배양 및 항생제 감수성 검사를 하도록 권고하고 있다.
- 2일내 처방한 항생제에 반응하지 않는 경우
- 유선염이 재발한 경우
- 병원 내 감염이 발생한 경우
- 환자에게 처방된 항생제에 알러지가 있는 경우
- 증상이 심한 경우

치료에 잘 반응하지 않고, 농양이 의심되는 경우 유방 초음파를 하여 진단하는 것이 도움이 될 수 있다.